# George Lemuel Woods
George Lemuel Woods (30 de julho de 1832 – 7 de janeiro de 1890) foi um político, advogado e juiz Americano. O 3º governador de Oregon de 1866 até 1870 e após 9º governador do Território de Utah por designação do Presidente Ulysses S. Grant no período de 1871 até 1875. Woods pertenceu ao partido republicano.

## Início de vida
George Woods nasceu em 30 de julho de 1832, no Condado de Boone, Missouri. Em 1847, seus pais Caleb Woods e a avó Margaret McBride mudaram-se para Oregon Country quando George possuía 15 anos de idade. Em Oregon, a família se estabeleceu no Condado de Yamhill onde George foi educado em escolas públicas antes de frequentar a McMinnville College. Em 1853 George casou com Louisa A. McBride, dessa união resultaram dois filhos. Depois da faculdade, ele trabalhou na fazenda da família e estudou direito, sendo habilitado para advocacia em 1858, então estabeleceu seu escritório particular.

## Carreira política
Em 1857, Woods organizou reuniões e associações republicanas no estado e foi um notável orador do partido. Em 1863, tornou-se um juiz do Condado de Wasco. Em 1865 foi nomeado para assumir como membro da Suprema Corte do Território de Idaho. Em 1866, Woods foi eleito como o 3º governador do estado de Oregon. Seu mandato começou em 12 de setembro de 1866 e continuou até 14 de setembro de 1870. Woods não conseguiu ganhar a reeleição e, em seguida, foi nomeado pelo Presidente Ulysses S. Grant como o 9º governador do Território de Utah em 1871. Woods foi um crítico do líder Mórmon Brigham Young e como consequência não foi renomeado em 1875, no final de seu primeiro mandato.

## Últimos anos e morte
Após o governo de Utah, Woods mudou-se para a Califórnia, onde permaneceu por dez anos. Ele então retornou para Oregon em 1885, onde morreu em 7 de janeiro de 1890. Woods foi enterrado no cemitério River View em Portland, Oregon.

## Fonte da tradução
- Este artigo foi inicialmente traduzido, total ou parcialmente, do artigo da Wikipédia em inglês cujo título é «George Lemuel Woods».